# Sleipnir
Sleipnir是Fenrir所開發、面向進階用戶而且支援分頁標籤网页浏览器。Sleipnir在日本亦簡稱作pnir。从5.0版开始支持Blink排版引擎，Gecko排版引擎不再使用。

## 概要
Sleipnir 1.xx版時是由柏木泰幸個人進行開發，然而在2004年11月柏木的家具用品和原始碼一同遭受竊盜，開發因此中斷。之後柏木曲折輾轉地於2005年成立Fenrir公司，在開發小組體制下重新開發釋出新的瀏覽器Sleipnir2（Sleipnir Ver.2）。
在版本2.xx的基本功能裡能夠在兩個瀏覽器核心引擎Trident（Internet Explorer的核心）或Gecko（Mozilla的核心）之間作切換使用，追加RSS Reader功能的RSS列外掛也已經預先安裝了。多數功能在初期狀態以外掛型式存在，透過「SmartInstaller」功能可以依照使用者需求啟用或關閉。和適用手機的完整瀏覽器「jig」能夠共用我的最愛也是一項特徵。
另外「Portable Sleipnir」是將Sleipnir放到USB隨身碟裡攜帶用的軟體，達到把程式連資料夾整個複製進USB隨身碟內就能夠擁有和Sleipnir幾乎一樣的功能。不過在設計上無法使用Gecko引擎等一部份的功能。
2.2版以後依序公開了英語版與中文版等其他語言版本（在2.30版後曾停止更新，現已恢復）。因為是從白紙狀態下的開發有許多部分比舊版本遜色，但也擁有不少超越舊版的功能。2.4版以後裝載的SmartInstaller功能使得能夠大致利用和1.66版同樣的機能。不過仍有許多部分未追上舊版，新功能和舊版本間的互換性尚未取得平衡。
由於作為一個網頁瀏覽器該有的功能都具備了，用戶的反應有：新功能使軟體變得更好用了；和在新版本有被廢除與未裝載的功能之問題，所以用舊版比較好。評價成兩極化。現在仍喜歡使用1.xx版的用戶也不少。
1.xx版裡因為使用了BCGControlBar 使用者界面（GUI）可以做相當詳細的修改，而在未採用BCGControlBar的2.xx版裡，設定檔案需要用戶自行修改。（2.xx版不採用BCGControlBar的一項理由是，柏木認為BCGControlBar的修改方法「不易理解」，不過實際上有些設定方法在棄用BCGControlBar後反而變得更費時費力。）
在瀏覽器核心部分，雖然可以分開使用Internet Explorer和Gecko，然而Gecko的對應並不完全，現在基本上可以說是依賴「Trident」排版引擎，所以被分類到IE元件瀏覽器。
2.5版釋出後，發表了關於版本管理方式變更的聲明，往後為了修正缺陷而將較為頻繁地更新小版本。關於這件事在使用者之間的評價是意見紛歧。

## Sleipnir的特徵
- RoboForm的密碼管理機能：透過專用的轉接器後可以從Sleipnir利用密碼管理軟體RoboForm的功能。
- 可自定、改造的選單：改寫XML形式的選單檔案後，許多選單項目都可以依使用者的喜好變更。
- 進化的搜尋列：能夠以複數關鍵字進行頁面內搜尋、附加顏色標示、抽出符合搜尋條件的文字列。
- 搜尋我的最愛：可以在Favorites Editor裡搜尋登錄到我的最愛的網站。
- SmartSearch：能夠達成選擇部分的關鍵字搜尋、維基百科搜尋、標色、翻譯。
- SmartInstaller：在網站上單擊連結就能夠安裝追加功能或面版。
- 功能擴張：依敘述語言或追加外掛可以擴張軟體的功能。追加外掛有RSS Reader、使用者Script執行環境等。
- 面版：能夠更改介面的配色、圖示等。
- 支援滑鼠手勢。